# Psammocinia vesiculifera
Psammocinia vesiculifera är en svampdjursart som först beskrevs av Polejaeff 1884.  Psammocinia vesiculifera ingår i släktet Psammocinia och familjen Irciniidae. Inga underarter finns listade i Catalogue of Life.